# Наш дім
«Наш дім» (рос. «Наш дом») — російський радянський художній фільм, останній фільм кінорежисера Василя Проніна. Був знятий на кіностудії «Мосфільм» у 1965 році.

## Сюжет
Життя великий робочої родини зі своїми бідами і радощами. Сюжет складається з декількох епізодів, кожен з яких характеризує якогось члена сім'ї. Загальний вечір з сімейним застіллям і колективне рішення купити фортепіано для перспективного піаніста Дмитра (Бортніков) і його творчі пошуки; покупка інструменту і зворушливе фотографування на його фоні; потужна і емоційна розповідь зазвичай спокійного дяді Колі (Лапиков) про воєнні роки; негаразди в сімейному життя Володимира (Локтєв) і його захопленість Тетяною (Корнієнко); нарешті, візити шкільної вчительки до батьків з приводу молодшого, але цілком самостійного Сергійка. У найскладніші моменти життя ніхто з родини не залишається один. Потрібне слово кожному знаходить Батько (Папанов), потрібний погляд — Мати (Сазонова). Будні з ними ділить Москва: панорамні зйомки зустрічі космонавтів, від'їзд сотень молодих людей на комсомольські будови Сибіру, побутові замальовки на набережних, вулицях, у кафе.

## У ролях
- Іванови:
  - Анатолій Папанов — батько, Іван Іванович Іванов
  - Ніна Сазонова — мати, Марія Іванівна Іванова
  - Іван Лапиков — дядя Коля
  - Вадим Бероєв — Микола, 1-й син
  - Олексій Локтєв — Володимир, 2-й син
  - Геннадій Бортников — Дмитро, 3-й син
  - Олександр Сесин — Серьожа, 4-й син
  - Таїсія Додіна — Ніна, дружина Володі

- Неллі Корнієнко — Таня
- Микола Бармин — ревізор в автобусі
- Юрій Кузьменков — пасажир автобуса
- Володимир Висоцький — радіотехнік
- Геннадій Ялович — радіотехнік
- Ігор Пушкарьов — студент консерваторії
- Расми Джабраїлов — працівник телебачення
- Юрій Медведєв
- Віра Бурлакова — пасажирка